# Álvaro Cruzat
Álvaro Cruzat Ochagavía (Santiago, 1971) es un ingeniero agrónomo y político chileno, miembro de la Unión Demócrata Independiente (UDI). Fue subsecretario de Agricultura en el primer gobierno de Sebastián Piñera, entre 2010 y 2014.

## Biografía
Nacido como hijo del matrimonio conformado por el agricultor Ricardo Cruzat Infante y Paz Ochagavía Valdés, entre sus tíos se cuenta Manuel Cruzat, empresario que durante la década de 1970 y comienzos de la de 1980 lideró uno de los mayores grupos económicos de Chile. Uno de sus hermanos es Ricardo, ingeniero comercial y alto ejecutivo de empresas.
Se formó como ingeniero agrónomo en la Pontificia Universidad Católica de Chile, donde llegó a ser presidente de su Federación de Estudiantes en 1995, en representación del Movimiento Gremial. Más tarde viajaría a España, con el fin de realizar estudios de economía y administración en el Instituto de Estudios Superiores de la Empresa, dependiente de la Universidad de Navarra.
Es militante de la Unión Demócrata Independiente (UDI). En 2004 participó sin éxito en la elección municipal por la alcaldía de La Pintana, comuna del sur de Santiago. En las elecciones parlamentarias del año siguiente, intentó infructuosamente alcanzar un escaño en la Cámara de Diputados por Conchalí, Huechuraba y Renca, siempre en representación de la UDI.
En abril de 2006 asumió la gerencia general de Blanco y Negro, sociedad concesionaria de los activos del Club Social y Deportivo Colo-Colo, uno de los equipos de fútbol más populares del país. Permaneció nueve meses en esta responsabilidad.
Participó activamente en la Fundación Jaime Guzmán y los equipos programáticos de Piñera de cara a la elección presidencial de 2009-2010. Una vez que este estuvo en el poder, Piñera designó a Cruzat como subsecretario de Agricultura, cargo que ejerció entre 2010 y 2014.

## Historial electoral

### Elecciones municipales de 2004
- Elecciones municipales de 2004, para la alcaldía de La Pintana[12]

| Candidato                 | Pacto                           | Partido | Votos  | %     | Resultado |
| ------------------------- | ------------------------------- | ------- | ------ | ----- | --------- |
| Jaime Pavez Moreno        | Concertación por la Democracia  | PPD     | 28 607 | 59,87 | Alcalde   |
| Álvaro Cruzat Ochagavía   | Alianza                         | UDI     | 14 206 | 29,73 |           |
| Belisario Ocaranza Tamayo | Juntos Podemos                  | Indep.  | 2288   | 4,79  |           |
| Rigoberto Rivas Godoy     | Nueva Alternativa Independiente | Indep.  | 2678   | 5,60  |           |

### Elecciones parlamentarias de 2005
- Elecciones parlamentarias de 2005 para el Distrito 17, Conchalí, Huechuraba y Renca[13]

| Candidato                | Pacto                    | Partido | Votos  | %     | Resultado |
| ------------------------ | ------------------------ | ------- | ------ | ----- | --------- |
| María Antonieta Saa Díaz | Concertación Democrática | PPD     | 57 708 | 37,98 | Diputada  |
| Karla Rubilar Barahona   | Alianza                  | RN      | 29 431 | 19,37 | Diputada  |
| Álvaro Cruzat Ochagavía  | Alianza                  | UDI     | 26 247 | 17,28 |           |
| Sergio Espejo Yaksic     | Concertación Democrática | PDC     | 23 349 | 15,37 |           |
| Jorge Insunza Becker     | Juntos Podemos Más       | PC      | 11 517 | 7,58  |           |
| Juan López Baldoma       | Juntos Podemos Más       | PH      | 3675   | 2,42  |           |